# Alonso de Frías y Zelarayán
Alonso de Frías y Zelarayán (Santiago del Estero, Gobernación del Tucumán. Virreinato del Perú, 13 de octubre de 1747-Roma, Italia, 25 de diciembre de 1824) fue un sacerdote jesuita español, nacido en suelo americano, reconocido por sus conocimientos de matemáticas y astronomía, publicados en diversas obras.

## Biografía

### Familia
Nació en la ciudad de Santiago del Estero, el 13 de octubre de 1747. Fueron sus padres Josefa de Zelarayán y Paz de Figueroa (1730-1807, nieta paterna de Ygnacio de Çelayarán y Ugarte) y Eustaquio de Frías Alfaro, hijo del general Domingo Gerónimo de Frías. Por lo tanto, era miembro de las más tradicionales familias tucumanas, de antaño arraigo en la en norte argentino. 

### Estudios iniciales - Expulsión de los jesuitas
Joven aún ingresó en la Compañía de Jesús el 8 de marzo de 1764, siendo estudiante de primera profesión el 12 de julio de 1767, fecha en que se decretó la expulsión de los jesuitas. 
Dicho día fue apresado en Córdoba conjuntamente con los jesuitas y novicios santiagueños: Gaspar Juárez, Juan José Paz, Domingo Paz, Bartolomé Hernández, Francisco de Urréjola y Eusebio Castañares. Fue embarcado el 18 de agosto de 1767 en la fragata Venus y enviado a España, llegando a Cádiz los primeros días de 1768. Luego pasó a los Estados Pontificios. 

### El sabio, matemático y astrónomo

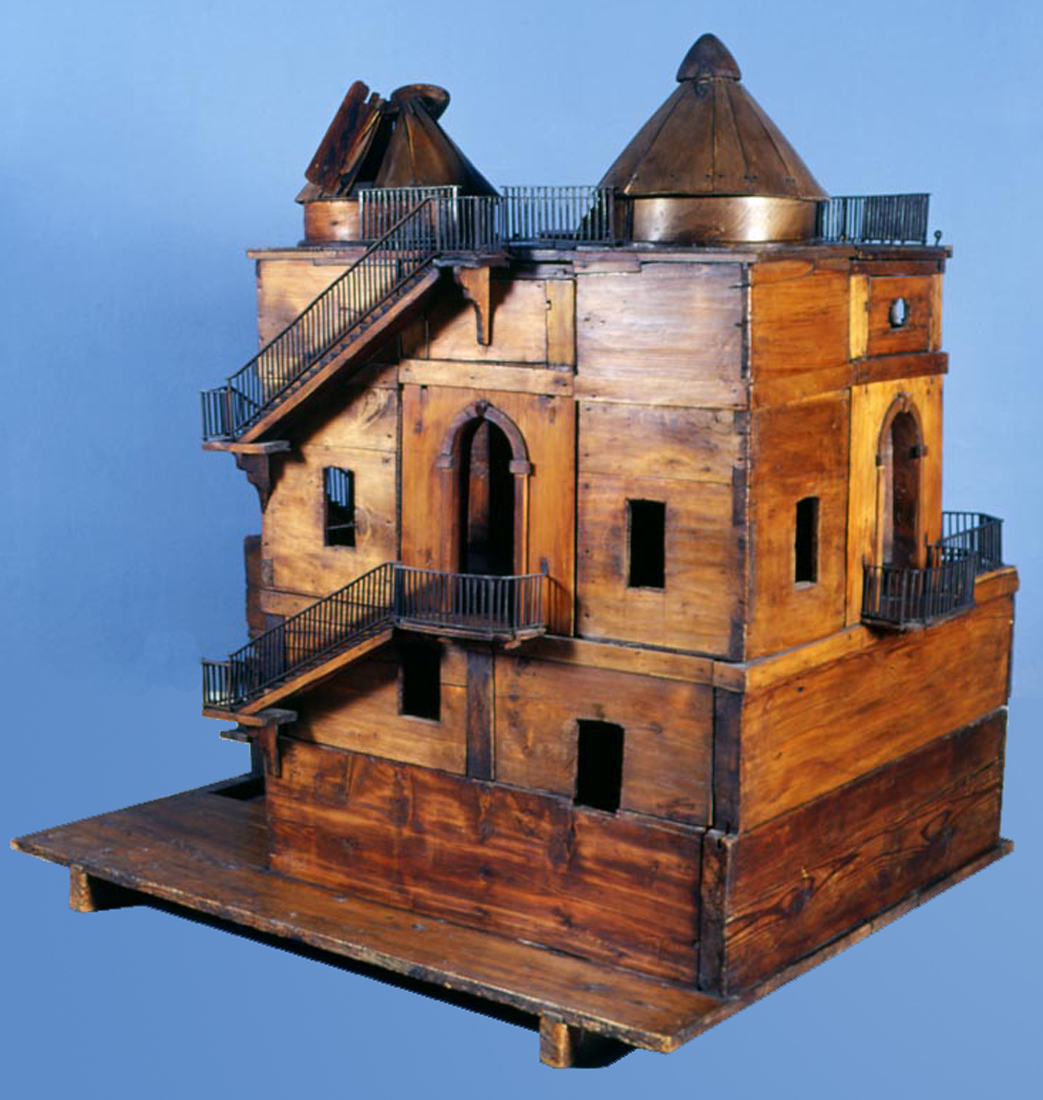
Modelo original en madera hecho construir por Ruggero Giuseppe Boscovich (1711-1787) para ilustrar al rector del Colegio de los Jesuitas de Brera sobre su proyecto para construir el Observatorio Astronómico.

Terminados los estudios eclesiásticos recibió las órdenes sacerdotales, dedicándose en seguida al estudio de las matemáticas y a la astronomía, por las cuales sentía gran atracción. Lo hizo bajo la dirección de maestros célebres como el Padre jesuita Rogelio Giusseppe Boscovich, sabio astrónomo y matemático de la ciudad de Brera, considerado como una de las personalidades más destacadas de la época. Boscovich se encontraba en Milán desde 1764, cuando asistió a la Universidad Jesuita de Santa Maria de Brera. Ese mismo año se inicia la construcción del observatorio astronómico, cuya evolución fue seguida por Boscovich. 

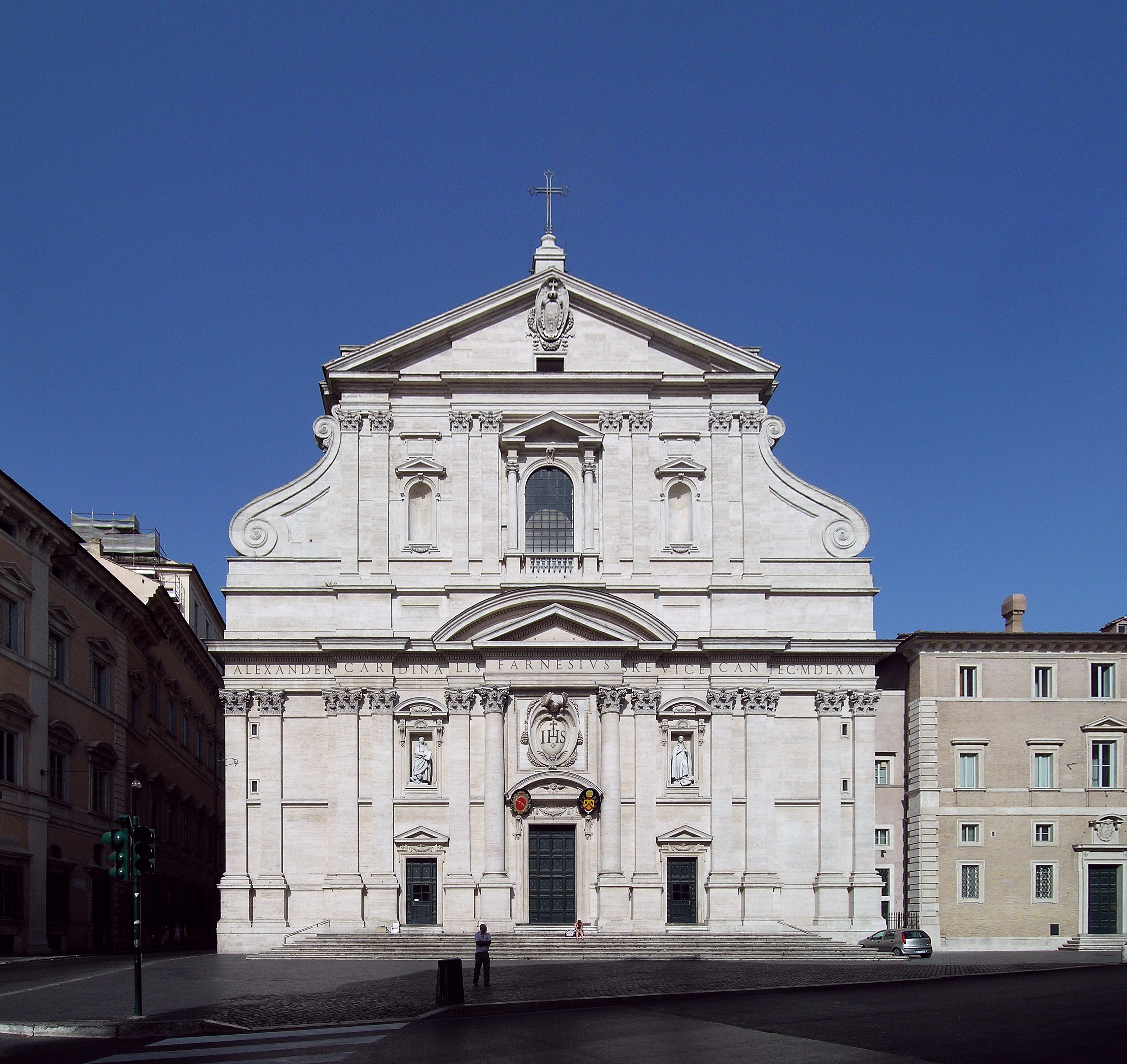
Frente de la iglesia de Gesú en Roma, la iglesia madre de la Compañía de Jesús. A su lado se observa la residencia donde vivía el padre Alonso de Frías y Zelarayán

En colaboración con los sabios astrónomos padres Angelo De Cesaris y Francesco Reggia (directores del Real Observatorio de Milán), escribió una monumental obra, que fue publicada por el observatorio de Milán y reeditada, traducida y comentada por las más afamadas revistas científicas de Europa y América. 

Estando en Milán, Frías ayudó en el Observatorio Astronómico de Brera efectuando observaciones y cálculos astronómicos, y participó de las importantes publicaciones realizadas por esta institución. 

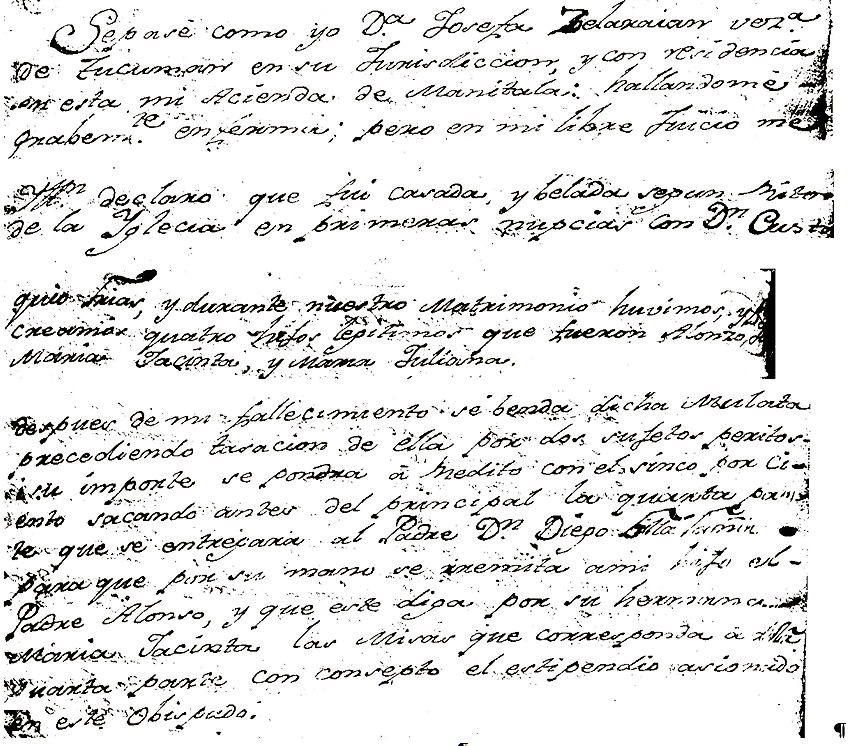
Fragmentos del testamento de Josefa de Zelarayán donde consta que el padre Alonso Frías era su hijo.

El Padre Gaspar Juárez (el primer botánico argentino), compañero de Frías y hermano en religión, en carta escrita desde Roma, el 8 de mayo de 1788, comunicaba a su amigo don Ambrosio Funes que sus compañeros de destierro se habían dedicado con ardor al estudio de las ciencias “particularmente Alonso Frías, mi paisano, que ha estudiado todos estos años ex profeso y se ha adelantado mucho en todas sus partes, y particularmente en su diseño, agrega que está en Milán y que hace diez años estaba ya bien instruido en álgebra y en todas las progresiones aritméticas, geométricas, razones, compuestos, fracciones, etc. del cálculo integral, y todo su empeño es para servir de utilidad a nuestra Provincia”. 
En 1791 moraba en Roma y el mismo Juárez anuncia la publicación de una obrita de calculación, la más difícil sobre la verdadera posición de Cádiz y la mandó a España manuscrita, donde ha tenido la aprobación y aplauso de los mejores astrónomos. Desgraciadamente no llegó a ver la luz pública.
El Padre Frías mantuvo relación con el célebre lingüista y polígrafo Lorenzo Hervás y Panduro, y gracias a él se conoce valiosa información acerca de la labor científica del sabio sacerdote, diciendo que ayudaba en las observaciones y en la formación de los cálculos astronómicos a De Cesaris y Reggia. 
Colaboró también en una revista astronómica, “Efeméridi astronomiche”, fundada en 1775 en Milán, hasta su extinción en 1803.
En 1799, acogiéndose a un decreto del año anterior de Carlos IV que permitía a los jesuitas volver individualmente a España, Frías pasó a ese país con la idea de trasladarse a su tierra natal, pero sus deseos fueron frustrados, por la prohibición que pesaba sobre los jesuitas americanos. En el trayecto de Roma a Barcelona, con su comprovinciano Urréjola, cayó prisionero de los anglo-turcos que se hallaban en guerra con España, siendo despojado de sus libros y ropas, aunque pudo librarse de ser conducido a Argel.
Restablecida la Compañía de Jesús, pasó al convento del Gesú en Roma, donde en 1801 residía en la habitación N.º 14, del tercer piso. En 1803, mientras hacía algunas observaciones, se accidentó.
Estuvo presente en 1814 en el acto de levantamiento de la interdicción a la Compañía de Jesús y dos meses después, el 10 de octubre de ese año, hizo sus últimos votos, reingresando, esta vez oficialmente a aquella orden religiosa. Además de los artículos que escribió en la revista de astronomía ya citada, fue autor de otras obras que permanecen aún inéditas. Sus papeles borradores se conservan en la Sección Manuscritos de la Biblioteca Vittorio Emmanuele de Roma.

### El publicista
Además de las ya mencionadas, escribió las siguientes obras: “Reflexions sur les observations deu P. Feuillée”, “Demostración analítica de la regla común de tomar el medio aritmético entre muchos términos ya de observaciones y ya de experiencias y de otro método más riguroso de corregir el error que en las observaciones se contienen”, “Determinación del paralelo en que el sol se halla cotejado con la estrella en su ida y vuelta del solsticio de invierno”, “Física, segunda parte”, “Hojas y opúsculos con cálculos y observaciones astronómicas”, “Memoria sobre los planetas”, “Tratado del artículo XII de la Historia de matemáticas de Montucla”, “De la posición geográfica de Cádiz”, “Sobre el cuadrante mural de Cádiz”.
El sabio sacerdote dejó de existir en Roma el 25 de diciembre de 1824. El Padre Guillermo Furlong, ilustrado jesuita, ha publicado su noticia biográfica en la Revista del Archivo de Santiago del Estero en el tomo V, número 8 del año 1926 bajo el título de “El astrónomo santiagueño Alonso Frías y Alfaro”.

En el testamento de su madre, Dª. Josefa de Zelarayán, ésta dice: 
“...mando concluidas que sean todas las diligencias hasta la adjudicación de los bienes entre mis hijos legítimos arriba nominados, se pase a vender la parte que corresponda a mi hijo el Padre Alonso por dinero efectivo y su importe se entregará al Padre Diego de Villafañe para que este le remita a dicho mi hijo...”